# Kilgore (Texas)
Pour les articles homonymes, voir Kilgore.
Kilgore est une ville située en limite des comtés de Gregg et de Rusk, au Texas, aux États-Unis. Fondée en 1831, elle est incorporée en 1931.

## Période indigène pré-européenne (-1500)

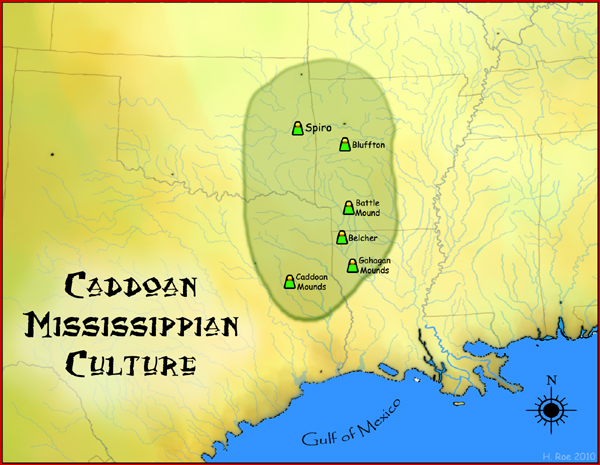
Carte de la culture caddoane du Mississippi et de quelques sites importants

On pense que les Caddos sont une extension des peuples de la période Woodland, les cultures Fourche Maline et Mossy Grove, dont les membres vivaient dans la région de l'Arkansas, de la Louisiane, de l'Oklahoma et du Texas entre 200 avant J.-C. et 800 après J.-C. Les Wichitas et les Pawnees sont également apparentés aux Caddos, puisque les deux tribus parlaient historiquement des langues Caddoanes.
Vers 800 de notre ère, cette société avait commencé à fusionner avec la culture caddoane du Mississippi. Certains villages ont commencé à gagner en importance en tant que centres rituels. Les dirigeants ont dirigé la construction d'importants ouvrages de terrassement connus sous le nom de monticules de plate-forme, qui servaient de monticules de temple et de plates-formes pour les résidences de l'élite. Les monticules à sommet plat étaient disposés autour de grandes places ouvertes et nivelées, qui étaient généralement maintenues propres et étaient souvent utilisées pour des occasions cérémonielles. À mesure que des idées religieuses et sociales complexes se sont développées, certaines personnes et certaines lignées familiales ont pris le pas sur d’autres.
Vers l'an 1000 de notre ère, une société définie par les archéologues modernes comme « Caddoenne » avait émergé. En 1200, les nombreux villages, hameaux et fermes établis dans tout le monde Caddo avaient développé une agriculture extensive de maïs, produisant un surplus qui permettait une plus grande densité de peuplement. Dans ces villages, artisans et artisans ont développé des spécialités. Les compétences artistiques et la construction de monticules en terre des Mississipiens Caddoans ont prospéré au cours des XIIe et XIIIe siècles.
Les Caddos étaient des agriculteurs et bénéficiaient de bonnes conditions de croissance la plupart du temps. Les Piney Woods, la zone géographique où ils vivaient, ont été touchés par la Grande Sécheresse de 1276 à 1299 de notre ère, qui a couvert une zone s'étendant jusqu'à la Californie actuelle et a perturbé de nombreuses cultures amérindiennes.

## Période territoriale (1500–1872)
Les Caddos habitaient la région de Kilgore avant qu'elle ne soit colonisée par les Européens. L'ensemble du Texas est devenu une partie de la vice-royauté espagnole de la Nouvelle-Espagne au XVIe siècle. La région fut également revendiquée par les Français, mais en 1819, le traité Adams-Onís plaça officiellement Kilgore à l'intérieur du territoire espagnol en faisant de la rivière Rouge la frontière nord de la Nouvelle-Espagne.
Un Européen qui a probablement visité la région de Kilgore était Athanase de Mézières en 1778, car il a décrit une région similaire à l'est du Texas. De Mézières, un Français au service du roi d'Espagne, a probablement traversé la fourche ouest de la rivière Trinity pour rejoindre l'actuel Texas oriental. Il a écrit :

« It is worthy to note that from the Brazos River on which the Tuacanas are established, and until one reaches the river which bathes the village of the Taovayzes (Red River), one sees on the right a forest that the natives appropriately call the Grand Forest… it is very dense, but not very wide. It seems to be there as a guide to even the most inexperienced, and to give refuge in this dangerous region to those who, few in number and lacking in courage, wish to go from one village to another. — De Mezieres »

L'actuelle Kilgore est restée sous domination espagnole jusqu'en 1821, lorsque le Mexique a déclaré son indépendance de l'Espagne et que la région est devenue une partie de l'État mexicain de Coahuila y Tejas. La République du Texas s'est séparée du Mexique en 1836 et est restée un pays indépendant pendant près de 10 ans.
Cette zone faisait partie des premières régions colonisées par les immigrants américains avant que le Texas ne devienne une république indépendante et, après 1845, un État des États-Unis. C'était une zone développée comme plantations de coton dépendant du travail des esclaves afro-américains. L'exploitation forestière des forêts de pins a également été poursuivie, en particulier au cours des premières années de défrichement des terres pour la culture.

## Colonisation (1872–1930)

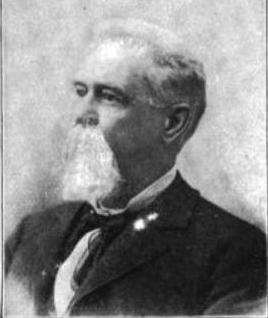
Constantine B. Kilgore

Kilgore a été fondée en 1872 lorsque l' International–Great Northern Railroad a achevé la phase initiale de la ligne ferroviaire entre Palestine et Longview. La compagnie ferroviaire a choisi de contourner New Danville, une petite communauté située à environ 10 milles (16,09344 km) au sud-est de Longview, au lieu d'un nouveau lotissement urbain aménagé sur 174 acres (0,70415301708 km2) vendu au chemin de fer par Constantine Buckley Kilgore, homonyme de la ville. De cette façon, le chemin de fer a réalisé des bénéfices grâce à la vente et au développement de ces terres.
À cette époque, Kilgore n'était qu'un dépôt ferroviaire local, servant principalement de plaque tournante pour les communautés agricoles environnantes. Les agriculteurs comptaient sur les trains pour transporter leurs récoltes et leur bétail, reliant Kilgore à des marchés plus vastes au-delà de la zone locale. L'économie et l'activité de la ville tournaient autour de cette simple fonction de dépôt.
La nouvelle ville a reçu un bureau de poste en 1873 et, avec une gare et des transports pour acheminer les cultures de base vers le marché, a rapidement commencé à attirer les résidents et les entreprises loin de New Danville. En 1885, la population avait atteint 250 habitants et la communauté comptait deux usines d'égrenage de coton, une église et une école (réservée aux enfants blancs). Le district scolaire indépendant de Kilgore , racialement ségrégué, a été organisé en 1910. En 1914, la ville comptait deux banques, plusieurs commerces et une population estimée à 700 habitants. Les années 1920 ont connu une croissance constante et continue, et en 1929, Kilgore comptait environ 1 000 habitants.

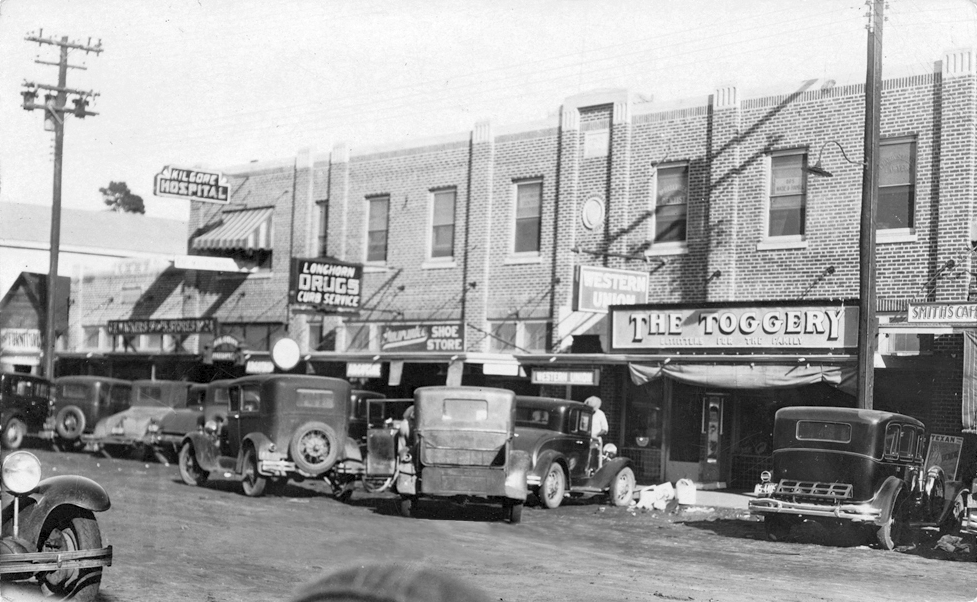
Kilgore’s Downtown in 1930

## Période pétrolière (1930-1945)
La prospérité s'est toutefois arrêtée lorsque Kilgore a été durement touchée par une forte baisse des prix du coton (sur lesquels reposait encore la majeure partie de l'économie de la ville) et par les effets de la Grande Dépression. Les entreprises commencèrent à fermer et, au milieu des années 1930, la population était tombée à 500 habitants ; la communauté semblait destinée à devenir une ville fantôme. De nombreux Noirs ont rejoint la Grande Migration du Sud vers les villes du Nord, du Midwest et de l'Ouest pour travailler.

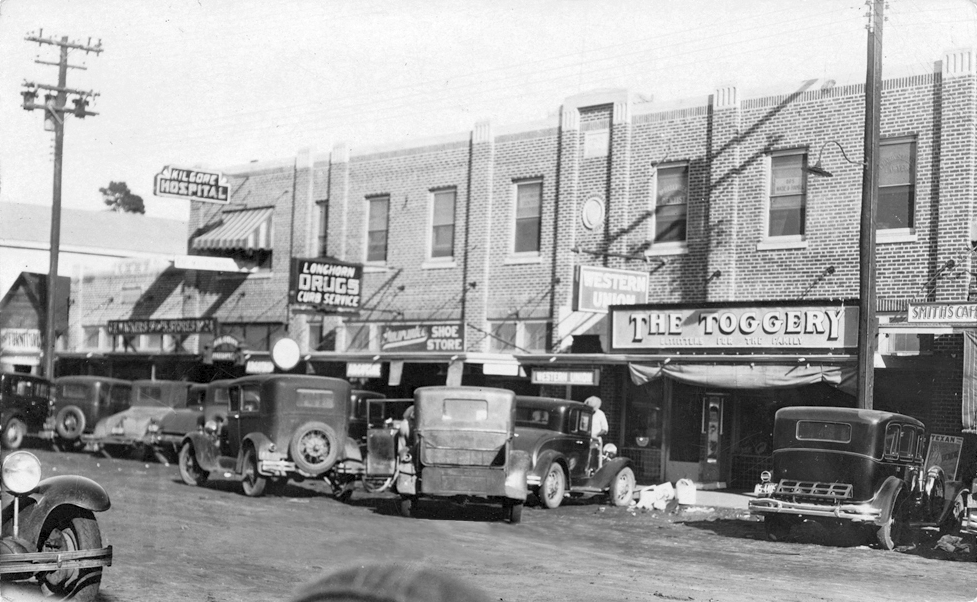
Kilgore’s Downtown in 1930

La fortune de Kilgore a radicalement changé le 3 octobre 1930, lorsque le prospecteur Columbus M. « Dad » Joiner a découvert du pétrole près de la ville voisine de Henderson. Ce puits, connu sous le nom de Daisy Bradford #3, a marqué la découverte du vaste champ pétrolifère de l'est du Texas. Du jour au lendemain, Kilgore est passée d'une petite ville agricole en déclin à une ville en plein essor. Le Daisy Bradford #3 a ensuite été suivi par le Lou Della Crim No. 1 et bien d'autres,. En 1936, la population avait augmenté à plus de 12 000 habitants et l'horizon de Kilgore était encombré de derricks pétroliers.

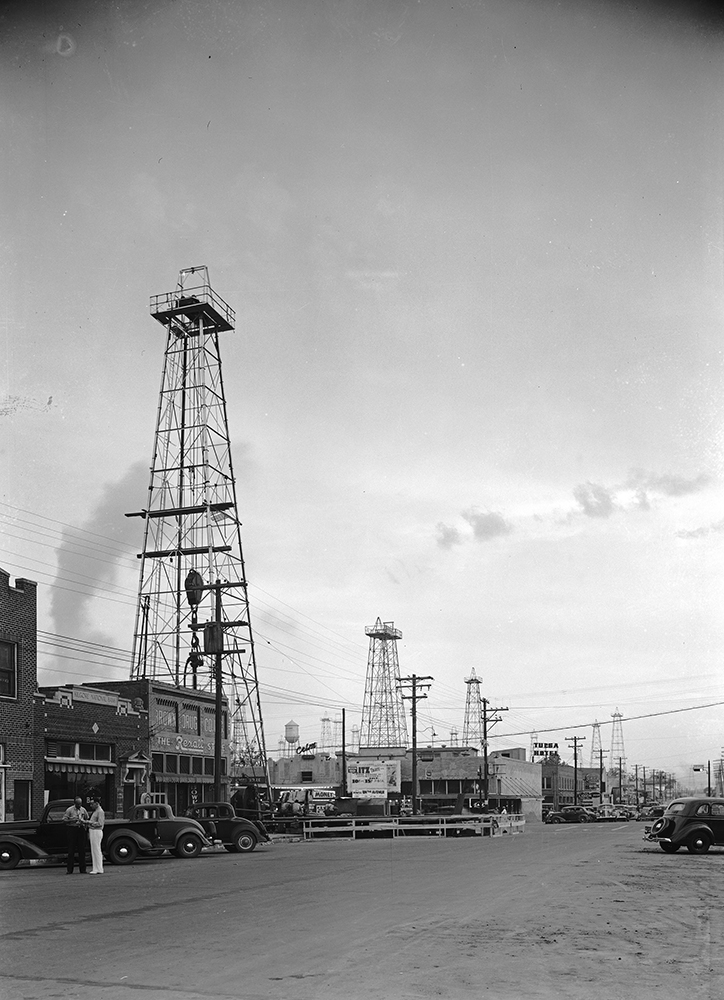
Life_Magazine_-_Pétrole_(8684404442)

La production pétrolière s'est poursuivie à un rythme effréné tout au long du début des années 1930, avec plus de 1 100 puits de pétrole en production dans les limites de la ville au plus fort du boom. La croissance explosive a laissé la plupart des services municipaux débordés et, par conséquent, Kilgore a été obligé de se constituer en société en 1931. Alors que la ville était inondée de travailleurs et de manœuvres masculins, les forces de l'ordre peinaient à maintenir l'ordre parmi les baraques, les tentes et les honky-tonks délabrés qui encombraient les rues principales de Kilgore. À une occasion, ils ont dû faire appel aux Texas Rangers pour maintenir la paix.

### Bonnie et Clyde
Dans le Kilgore News Herald du 6 février 1934, il y a deux histoires intrigantes sur Bonnie et Clyde. L'un d'eux raconte comment l'ancien chef de la police Bob Goss de Kilgore, et un homme nommé Will Fritz ont un jour arrêté Clyde Barrow. À côté, un autre titre annonce : « Barrow et Bonnie aperçus à East Texas. » C’était quelques mois seulement avant leur assassinat par des policiers en Louisiane.
L'ancien journaliste du News Herald, Bob Cone, décrit Clyde Barrow comme un « désespéré, insaisissable, semblable à un fantôme ». Il ajoute ensuite : « Barrow est mauvais. Barrow est audacieux. C'est à peu près ainsi que Goss le dit.

« "It emphasizes that Barrow is much more desperate today than he was back there when he was launching his career of crime" - Police Chief Bob Goss (Texas Ranger) »

et réfléchit à son arrestation antérieure par Goss et Fritz.
Lorsqu'on lui a demandé s'il pensait que Barrow affronterait les officiers avec ses armes, Goss a répondu sans hésitation :

« "Yes.", ”He's desperate. He knows it will be too bad for him if he is captured." - Police Chief Bob Goss (Texas Ranger) »

### Collège Kilgore

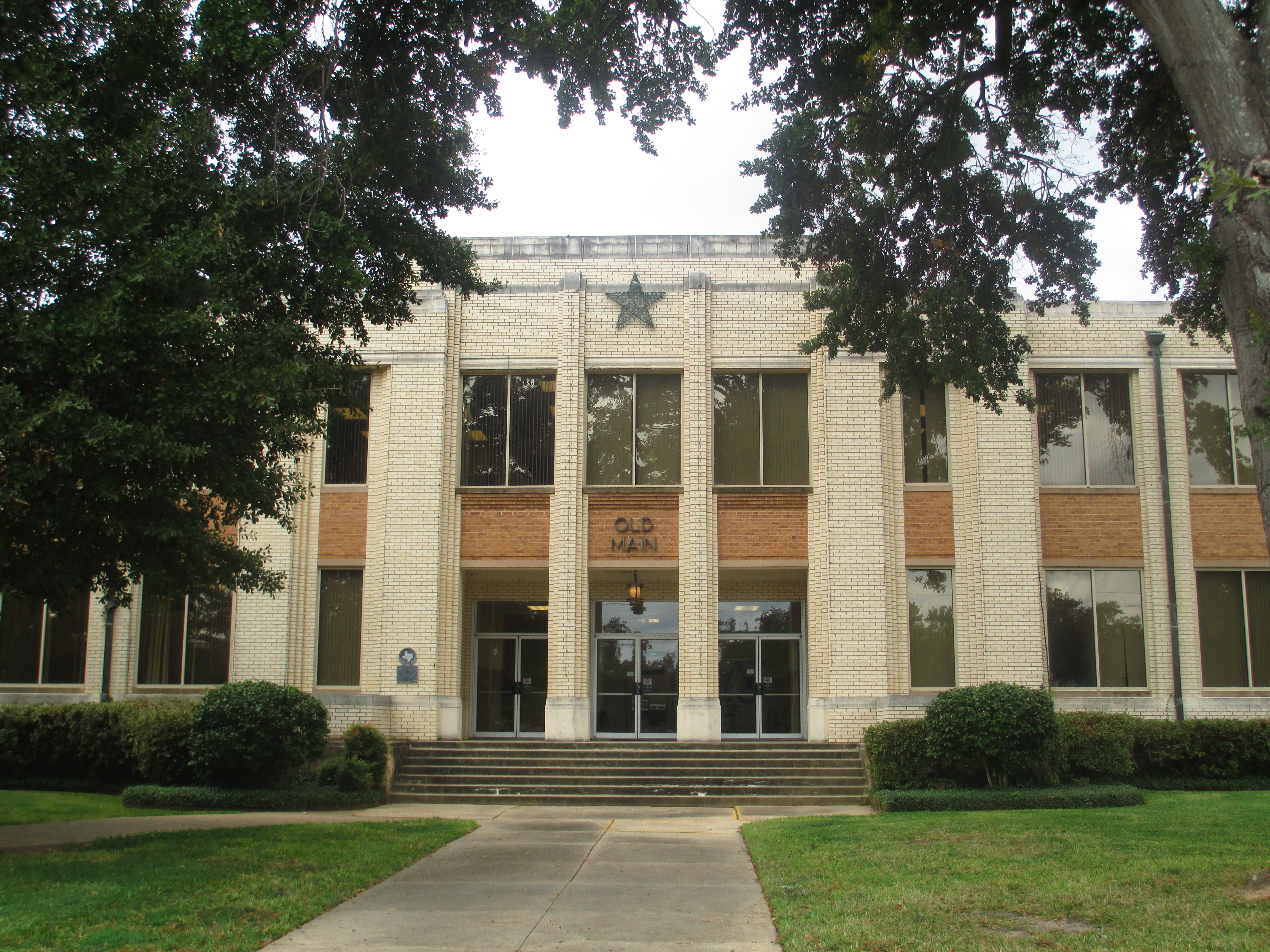
Ancienne abbaye principale du Kilgore College

### Tyler contre Kilgore
Au cours du boom pétrolier de l'est du Texas dans les années 1930, d'importantes tensions sont apparues entre Kilgore et Tyler, notamment au sujet de la répartition des revenus pétroliers et des droits miniers. Lorsque du pétrole a été découvert à Kilgore, les deux villes se sont disputées la domination économique de la région, Kilgore devenant un centre de production pétrolière tandis que Tyler, étant plus grande et mieux établie, exerçait une influence politique et juridique. Les conflits autour des redevances et des taxes ont souvent donné lieu à des batailles juridiques, et de nombreux habitants de Kilgore pensaient que les manœuvres juridiques et les accords favorables de Tyler lui permettaient de bénéficier de manière disproportionnée des revenus pétroliers qui auraient dû revenir légitimement à Kilgore. Cette perception d'injustice a été exacerbée par des problèmes liés à la propriété foncière et à l'annexion, ce qui a conduit à un sentiment durable à Kilgore selon lequel Tyler avait effectivement pris son argent pétrolier, entravant le potentiel de croissance de Kilgore pendant et après le boom.

### Bibliothèque publique de Kilgore
Inspirée du style des cottages normands, la construction de la bibliothèque publique de Kilgore a commencé en 1933 et s'est achevée en 1939. Les agences du New Deal, la Public Works Administration et la Works Progress Administration de l'administration du président Franklin D. Roosevelt, ont participé à la construction,.

### Seconde Guerre mondiale

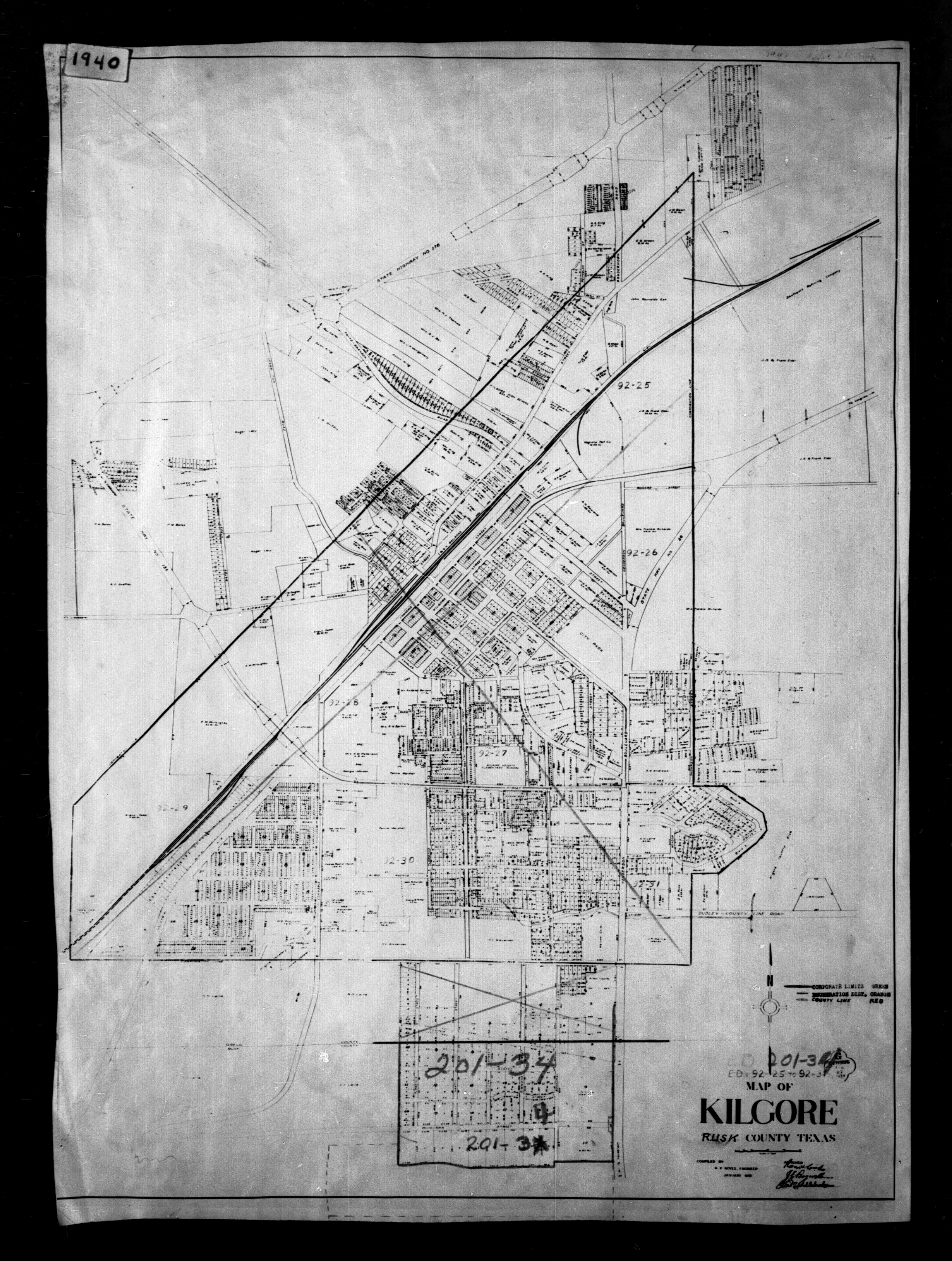
Une carte de Kilgore en 1940

Pendant la Seconde Guerre mondiale, Kilgore, au Texas, a joué un rôle notable en raison de son importance stratégique dans l'industrie pétrolière. Le champ pétrolifère de l'est du Texas, découvert en 1930, est devenu crucial pour l'approvisionnement en pétrole, vital pour les opérations militaires. Cela a conduit à la croissance rapide de Kilgore, qui est devenue l'une des régions productrices de pétrole les plus importantes du pays, contribuant à l' effort de guerre allié en fournissant une source de carburant fiable pour les véhicules et les machines
En outre, la ville a accueilli diverses opérations d’entraînement et de soutien militaires, reflétant les efforts déployés à l’échelle nationale pour mobiliser des ressources pour la guerre.
Comme le camp Fannin, établi en 1943 juste à l'extérieur de Kilgore, il est devenu l'un des plus grands centres d'entraînement d'infanterie pendant la Seconde Guerre mondiale. Il a formé plus de 200 000 soldats qui se rendaient fréquemment à Kilgore et dans les villes environnantes pour se divertir, ce qui a eu un impact sur les entreprises, la culture et les infrastructures locales. Après la guerre, le camp Fannin fut fermé, mais son influence persista à Kilgore, où de nouvelles routes et de nouveaux bâtiments répondirent à la croissance de la ville. Aujourd'hui, de nombreux habitants de Kilgore ont des liens avec des vétérans qui sont passés par le camp, ce qui ajoute à l'identité historique de la ville.
L'industrie pétrolière florissante de Kilgore a non seulement façonné son économie pendant la guerre, mais a également influencé son développement d'après-guerre.
Au milieu des années 1930, le boom pétrolier avait commencé à s'essouffler et la plupart des petites compagnies pétrolières et des compagnies pétrolières sauvages avaient été vendues à de grandes sociétés. Le boom était pratiquement terminé en 1940. Mais la production pétrolière reste au cœur de l’économie de la ville. La population, qui a connu de fortes fluctuations tout au long des années 1930, s’est stabilisée autour de 10 000 habitants dans les années 1950. Une estimation de 2015 la situait à un peu moins de 15 000 habitants.

## Milieu du siècle (1946-1974)

### Après la guerre
Les Kilgore Drillers étaient une équipe de baseball professionnelle qui a existé brièvement pendant quatre saisons de 1947 à 1950, jouant les deux premières saisons dans la Lone Star League et les deux dernières dans la East Texas League. Les Drillers ont connu du succès au cours de leurs années dans la Lone Star League et la East Texas League.
Les Kilgore Gushers, les Kilgore Rangers et les Kilgore Braves étaient également toutes des équipes de baseball professionnelles qui ont joué à Kilgore, au Texas.
Ces équipes de baseball ont probablement été formées à partir des vétérans revenant de la Seconde Guerre mondiale.

### Van Cliburn
Van Cliburn, un pianiste accompli de Kilgore, au Texas, a attiré l'attention internationale en avril 1958 lorsqu'il a remporté le prestigieux Concours international de piano Tchaïkovski à Moscou, devenant ainsi le premier Américain à le faire. Cette victoire fut importante en raison des tensions de la guerre froide entre les États-Unis et l’Union soviétique. Bien qu'il soit diplômé du lycée de Kilgore, Cliburn avait à ce moment-là quitté Kilgore et étudiait et se produisait à l'échelle nationale. Son voyage à Moscou a été financé par des organisations américaines, mais son talent profond et son charme sans prétention lui ont valu la popularité auprès du public soviétique et même le soutien du Premier ministre soviétique Nikita Khrouchtchev, qui a permis à Cliburn de gagner sur la base de son mérite, passant outre toute considération politique.
Cette victoire culturelle devint un symbole de bonne volonté entre les superpuissances et, à son retour aux États-Unis, Cliburn reçut un accueil de héros, avec notamment un défilé de musique à New York, une première pour un musicien classique. Cette réussite a mis en évidence non seulement son talent, mais aussi l’importance culturelle de Kilgore en tant que sa ville natale.

### Impact du développement sur Dallas
Kilgore, au Texas, a joué un rôle important dans le développement de Dallas, en particulier au début du XXe siècle, grâce à ses contributions au boom pétrolier de l'est du Texas. Au début des années 1930, du pétrole a été découvert à Kilgore, ce qui a entraîné une ruée vers le pétrole massive qui a transformé l'économie de la région. Cette découverte a non seulement stimulé la croissance économique de Kilgore, mais a également eu un impact profond sur Dallas, qui a servi de plaque tournante pour l'industrie pétrolière.
Dallas est devenue un centre clé pour les entreprises liées au pétrole, notamment les sociétés de forage, les raffineries et les institutions financières, dont beaucoup ont été créées pour soutenir l'industrie pétrolière en plein essor dans l'est du Texas. La richesse générée par le boom pétrolier a facilité des investissements importants dans les infrastructures, l’immobilier et le commerce à Dallas, contribuant à son urbanisation rapide et à sa diversification économique au cours de cette période.
De plus, le boom pétrolier a conduit à l’établissement de nombreuses sociétés pétrolières et institutions financières à Dallas, renforçant encore son statut de centre économique majeur de la région. La prospérité de l’industrie pétrolière de l’est du Texas, avec Kilgore en son cœur, a ainsi joué un rôle central dans le façonnement du paysage économique de Dallas au début du XXe siècle.

## Depuis 1974
Le 23 septembre 1983, cinq hommes et femmes ont été enlevés dans un restaurant Kentucky Fried Chicken à Kilgore et retrouvés assassinés, comme s'ils étaient exécutés, dans un champ pétrolifère à l'extérieur de la ville. Le crime n'a été résolu qu'en novembre 2005, lorsque deux hommes, déjà en prison pour d'autres crimes, ont été inculpés, jugés et condamnés pour ce crime.

## Démographie
Lors du recensement de 2010, la ville comptait une population de 12 975 habitants. Elle est estimée, en 2016, à 14 836 habitants.